# Chruślina
Chruślina – wieś w Polsce położona w województwie lubelskim, w powiecie opolskim, w gminie Józefów nad Wisłą.
Wieś szlachecka  położona była w drugiej połowie XVI wieku w powiecie urzędowskim województwa lubelskiego.
W latach 1954–1959 wieś należała i była siedzibą władz gromady Chruślina, po jej zniesieniu w gromadzie Spławy. W latach 1975–1998 miejscowość administracyjnie należała do ówczesnego województwa lubelskiego.
Wieś jest sołectwem w gminie Józefów nad Wisłą. Według Narodowego Spisu Powszechnego z roku 2011 wieś liczyła 512 mieszkańców.

## Historia
Około 1300 roku dziedzicem Chrośliny (dzisiaj Chruślina) był Wojtko Cielej wojewoda sandomierski. Około 1360 roku Wojtko Cielej potwierdza sprzedaż sołectwa na prawie magdeburskim w Chruślinie za 30 grzywien przez szlachetnego Wojtka z Piotrowic szlachetnemu Michałowi rządcy z Zajezierza, z 3 łanami w Chruślinie i 1 łanem w Dzierzkowicach, młynem, karczmą, jatkami mięsną, szewską, chlebną, kuźnią, trzecim denarem sądowym i szóstym czynszowym. Zezwala sołtysowi na wolne łowy, zakładanie barci i przyjmowanie na wypas 100 świń. Sołtys winien corocznie odbywać 2 podróże do Lublina i Sandomierza. Zastrzega skup sołectwa za 60 grzywien. Po 20 latach wolnizny kmiecie winni obsiewać i zbierać po 1 mierze żyta i owsa, 1 dzień kosić łąki, dawać po 1 skojcu oraz podwodę do Wisły. W latach 1414–1419 dziedzicem była Beata z Bożegodaru wdowa po marszałku Dymitrze z Goraja.
W roku 1435 biskup Zbigniew Oleśnicki nadaje dziesięciny z Chruśłiny kościołowi w Siennie. W 1529 roku dziesięcina snopowa z folwarku i od 4 kmieci oddawana była plebanowi w Rybitwach.

## Bitwy i potyczki Powstania styczniowego
W miejscu położonym nieopodal wsi Chruślina rozegrały się dwie bitwy powstania styczniowego.
- Pierwsza z bitew pod Chruśliną miała miejsce 30 maja 1863 r. Do oddziału pułkownika Marcina Lelewela-Borelowskiego (zginął 6 września 1863 w bitwie pod Otroczem) dobrze zaopatrzonego w broń, dołączył oddział Koskowskiego. Było to w sumie 180 ludzi. Nad ranem nieprzyjaciel zaatakował z dwu stron. Ataki były skutecznie odpierane. Lelewel przesunął się w las skokowski. Powstańcy stracili 22 zabitych. Nieprzyjaciel znacznie więcej. Płk Lelewel połączył się z oddziałami Ruckiego i Krysińskiego i ruszył dalej przez lasy lubartowskie aż pod Garwolin. W bitwie tej powstańcy ponieśli straty i zostali zmuszeni do ucieczki co spowodowało, że okoliczna ludność nadała miejscu nazwę „Parszywa Góra”[11]

- Druga bitwa pod Chruśliną odbyła się 4 sierpnia 1863 r. Brały w niej udział oddziały Krysińskiego, Wierzbickiego, Lutyńskiego, Jareckiego i Grzymały. Główne dowództwo objął gen. Michał Heidenreich-Kruk. Gen. Kruk dowódca powstańców stacjonujących w Moniakach, Bobach i Chruślinie, otrzymał wiadomość o zbliżaniu się nieprzyjaciela od strony Urzędowa, podjął decyzję walki z wrogiem w rejonie Chruśliny. Tutaj, dowodząc siłą 800 strzelców, 600 kosynierów i 200 jazdy, pobił 1300 Moskali z artylerią, kładąc trupem 14 oficerów. W wyniku walki, która trwała od 11:00 do 19:00 Rosjanie zostali zmuszeni do ucieczki, nieprzyjaciela ścigano na przestrzeni 12 km do samego Urzędowa, na którego ulicach trwała jeszcze walka. Ze względu, że była to jedna z największych zwycięskich bitew powstania styczniowego, miejsce zdarzenia otrzymało nową nazwę „Złota Góra”. Nazwa ta wiąże się również z pewną legendą. Wśród okolicznej ludności krąży opowieść o tym, że w tutejszych lasach powstańcy ukryli skrzynie ze złotem. Legendę tę można wiązać z następna bitwą gen. Kruka, w której to przejął transport żołdu dla wojska rosyjskiego. Ale prawdopodobnie zdobyte wtedy ruble zostały przeznaczone na broń i wyżywienie dla powstańców, niemniej jednak legenda jest wciąż żywa i budzi zainteresowanie tym miejscem[12].

Bitwa pod Żyrzynem
- 8 sierpnia Kruk stoczył bitwę pod Żyrzynem. Mimo małego zapasu amunicji, akcja skończyła się zwycięstwem. Straty przeciwnika wyniosły około 200 zabitych oraz ponad 150 jeńców. Zdobyto 2 działa i około 200 tysięcy rubli. Ostatnia bitwie Kruka miała miejsce pod Fajsławicami 24 sierpnia 1863 r. Była to najbardziej krwawa i niepomyślna bitwa powstańcza na terenie województwa lubelskiego